# Tramway en tunnel
Le tramway en tunnel ou semi-métro est à la fin du XIXe siècle et dans la première moitié du XXe siècle un modèle de mise en tunnel partielle de lignes de tramway en Europe mais surtout en Amérique du Nord pour faire face à la congestion de la chaussée.
L'expression désigne initialement la mise en tunnel d'une section d'une ligne de tramway (le plus souvent dans la ville-centre) sans changements au reste de la ligne, pour éviter un obstacle en surface ou le plus souvent pour faire face à la congestion de la chaussée en surface, tous deux affectant négativement la vitesse commerciale. Le semi-métro (et le prémétro) pourrait être une étape intermédiaire pour transformer le « tramway moderne » en un véritable système de métro.
Par extension, l'expression est aussi utilisée pour parler d'une ligne de tramway dont une partie est en tunnel (le plus souvent dans le centre-ville).

## Histoire
Les premières sections mises en service à Marseille et en Amérique du Nord, à la fin du XIXe siècle et au début du XXe, sont réalisées pour permettre à ces réseaux de s'affranchir d'obstacles physiques dans le cas de Marseille mais surtout dès la fin du XIXe aux États-Unis pour faire face à la congestion toujours plus importante des chaussées. Ce type d'infrastructure présente à l'époque une alternative économique à l'établissement de lignes complètes de métro, les travaux n'étant réalisés qu'aux endroits nécessaires sans changements au reste de la ligne.

### Le tunnel de Noailles
Pour un article plus général, voir Ancien tramway de Marseille.

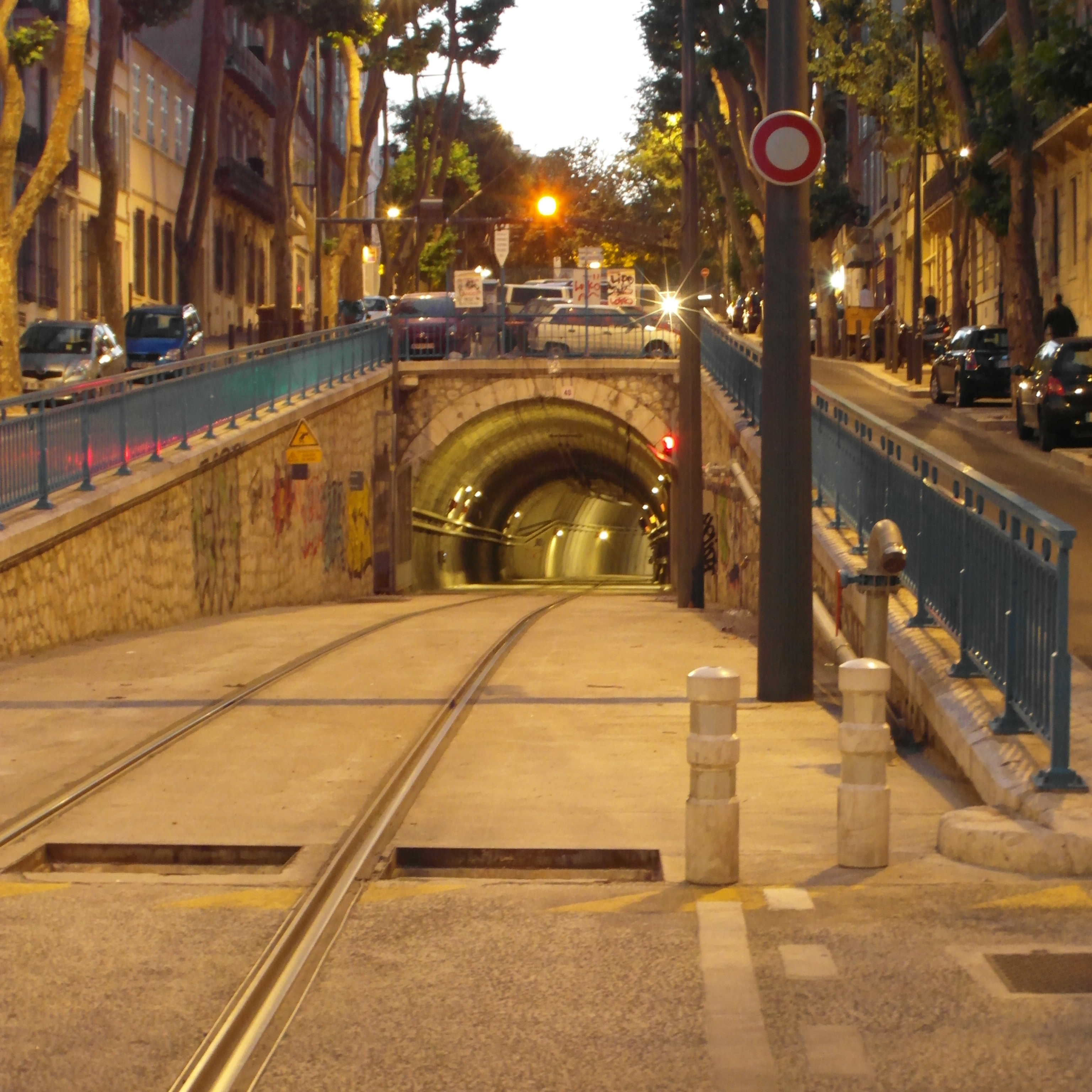
Entrée du tunnel de Noailles sur le boulevard Chave.

La première section souterraine empruntée par des tramways est mise en service en 1892 à Marseille par la Compagnie du chemin de fer de l'Est-Marseille entre la gare de Noailles et le quartier Saint-Pierre. La création de ce tunnel permet de s'affranchir de l'étroitesse des rues entre le boulevard Chave et la gare de Noailles qui rendent difficiles l'établissement d'une ligne. Le tunnel de Noailles est par ailleurs toujours utilisé aujourd'hui par la ligne 1 du tramway de Marseille.

### Boston
Pour un article plus général, voir Ligne verte du métro de Boston.
Le 1er septembre 1897 le réseau de Boston met en service le Tremont Street Subway (en) qui permet aux tramways de s'affranchir en centre-ville de la congestion routière toujours plus importante. Ce réseau en souterrain continue de se développer au cours de la première moitié du XXe avant que la plupart des lignes ne soient supprimées dans les années 1950-1960. Les dernières sections en site banal supprimées, la branche A de la Green Line (en) en 1969 et la section Heath Street - Arborway de la branche E (en) en 1985, la Green Line se retrouve intégralement en site propre en chaussée, site séparé et site propre intégral hormis une courte section d'1 km sur la branche E entre Brigham Circle et le terminus d'Heath Street. 

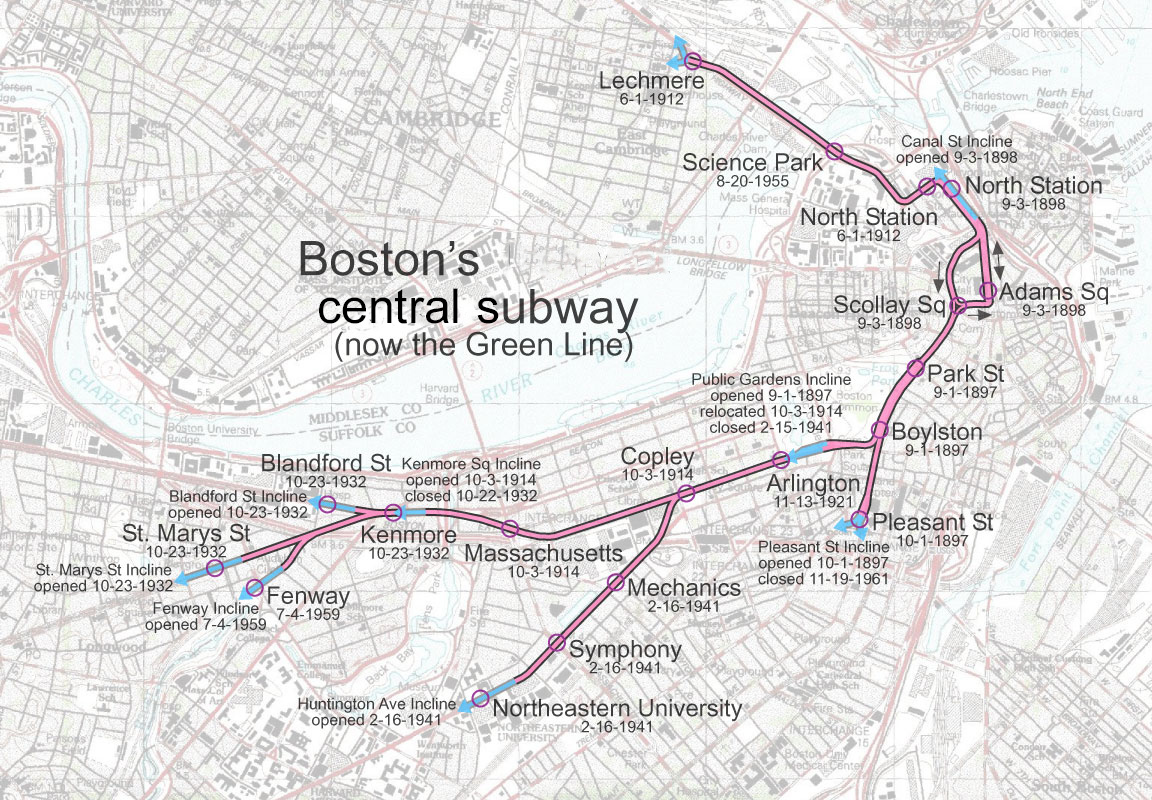
Plan du réseau des tunnels pour les tramways de Boston.
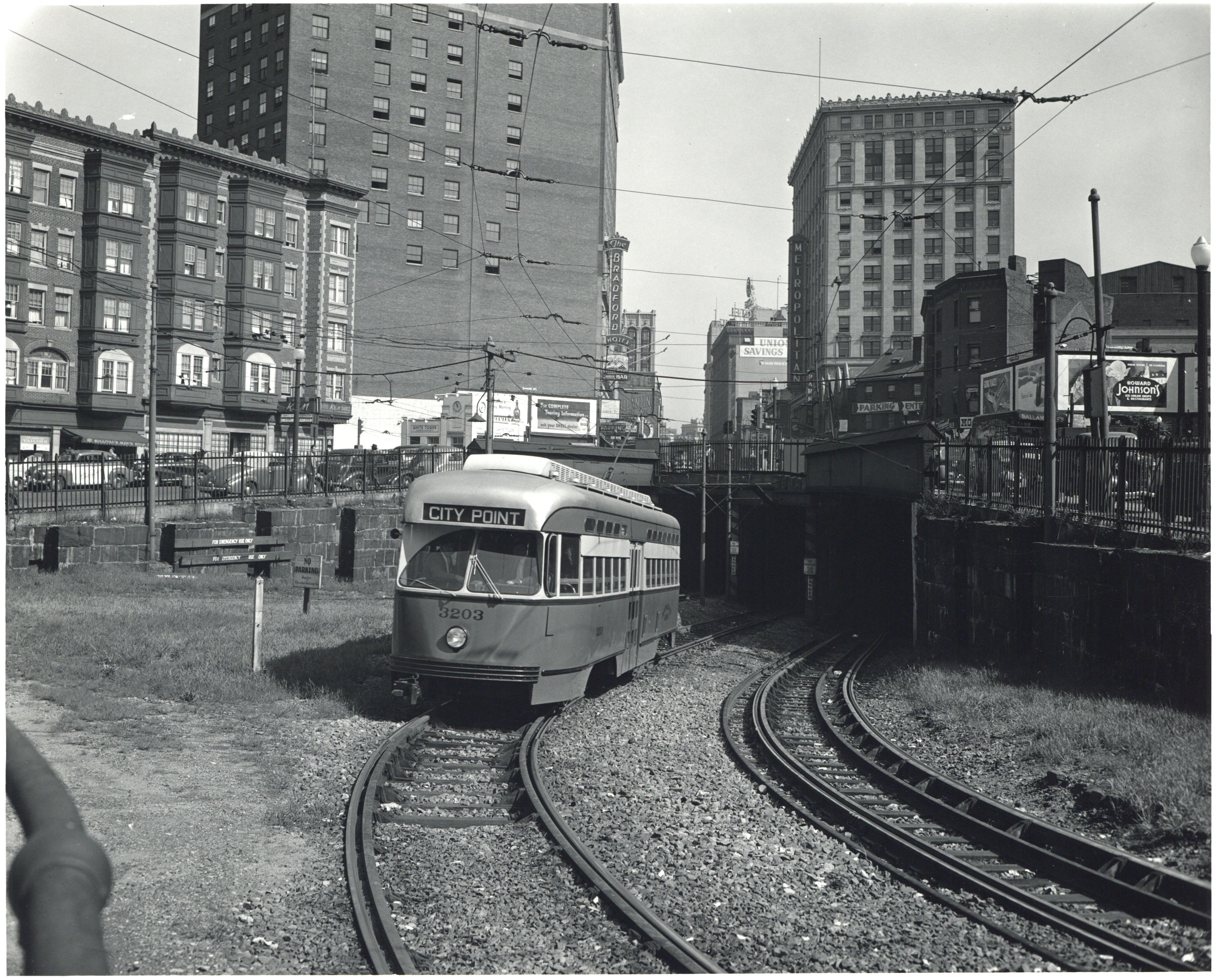
date inconnue Motrice PCC sortant du tunnel à la rampe de la Pleasant Street.
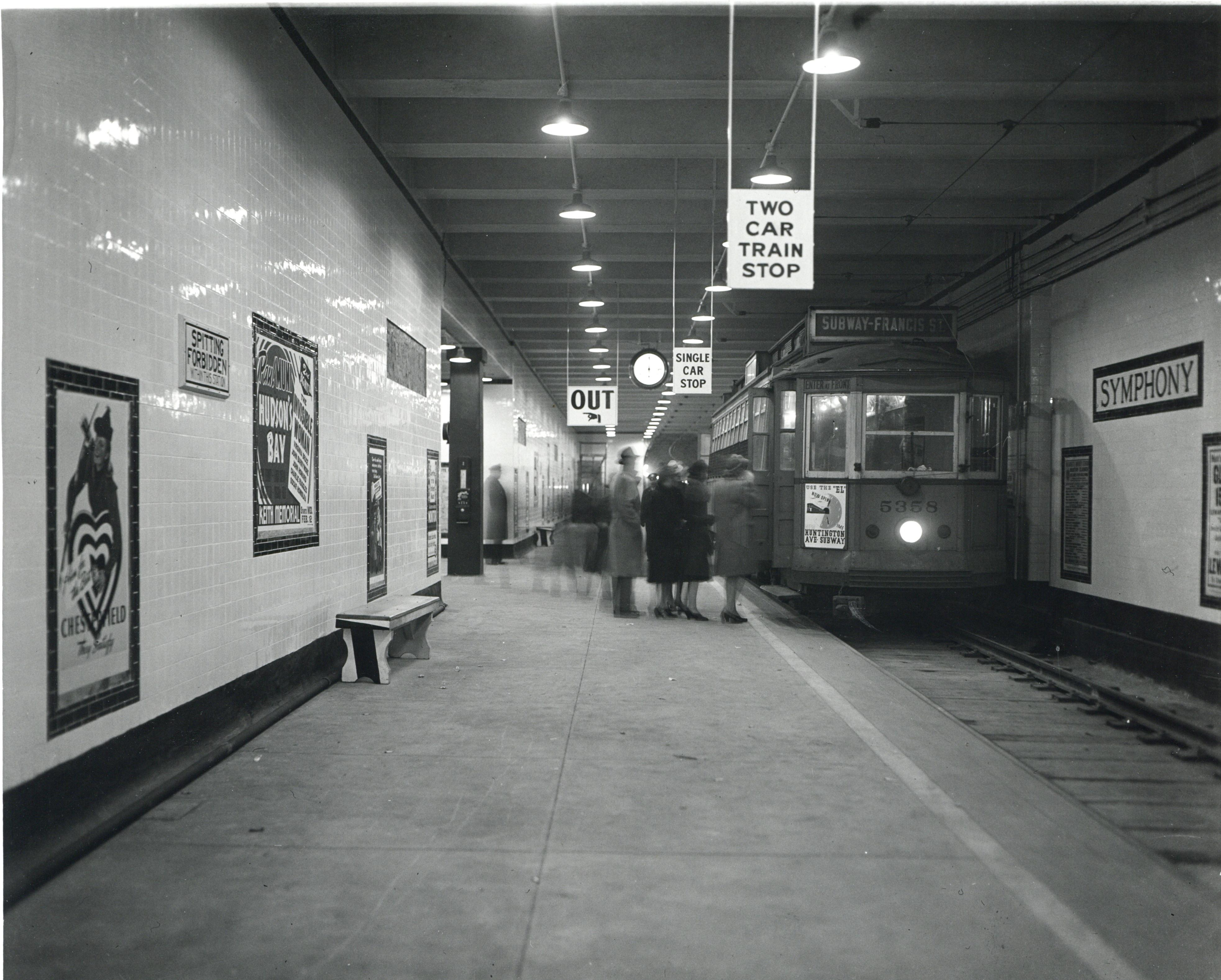
date inconnue Motrice type 4 à la station Symphony (en) issue de l'extension du réseau en tunnel en 1941.

### Philadelphie
Pour un article plus général, voir Subway–Surface Trolley Lines.
À la même époque, le réseau de Philadelphie met en service en 1907 la ligne de métro Market-Frankford Line entre la 15e rue et le terminal de la 69e rue. La section souterraine entre la boucle de la mairie à la 15e rue et la rampe de la 24e est empruntée par la ligne de métro ainsi que par les lignes de tramway qui y sont déviées. Le tunnel de la Market-Frankford Line est par ailleurs prolongé vers la 46e rue en 1955 remplaçant l'ancienne section en viaduc, la rampe de la 24e rue est par la même occasion abandonnée et le tunnel des tramways est prolongé à l'ouest vers 2 rampes à la 40e rue et au coin de la 36e et Ludlow. Cette configuration restée inchangée depuis est toujours exploitée par la SEPTA sous les mêmes indices.

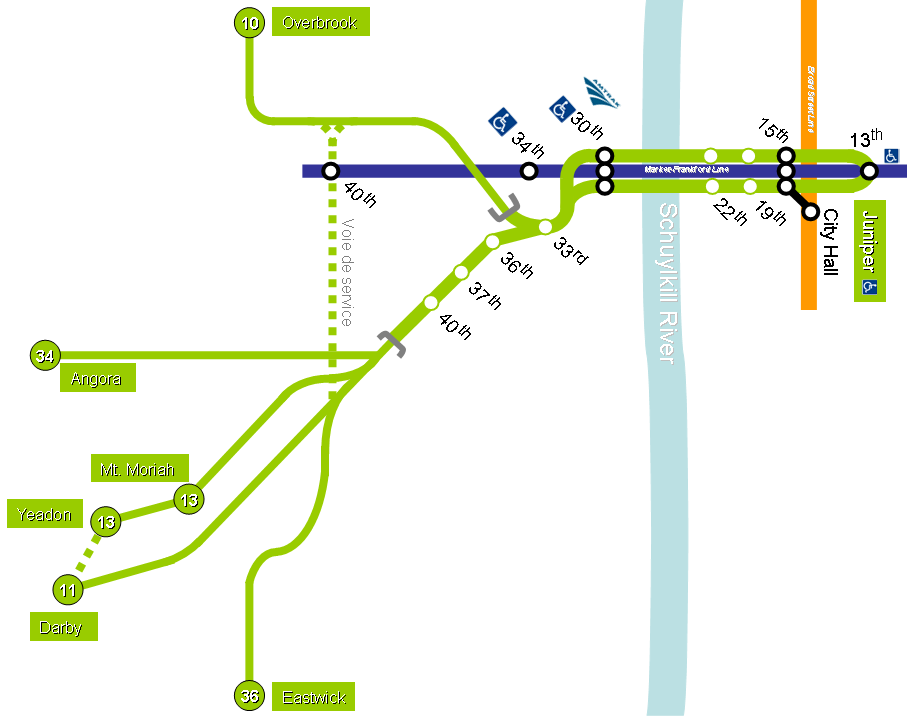
Plan du réseau actuel des lignes du Subway–Surface Trolley Lines.
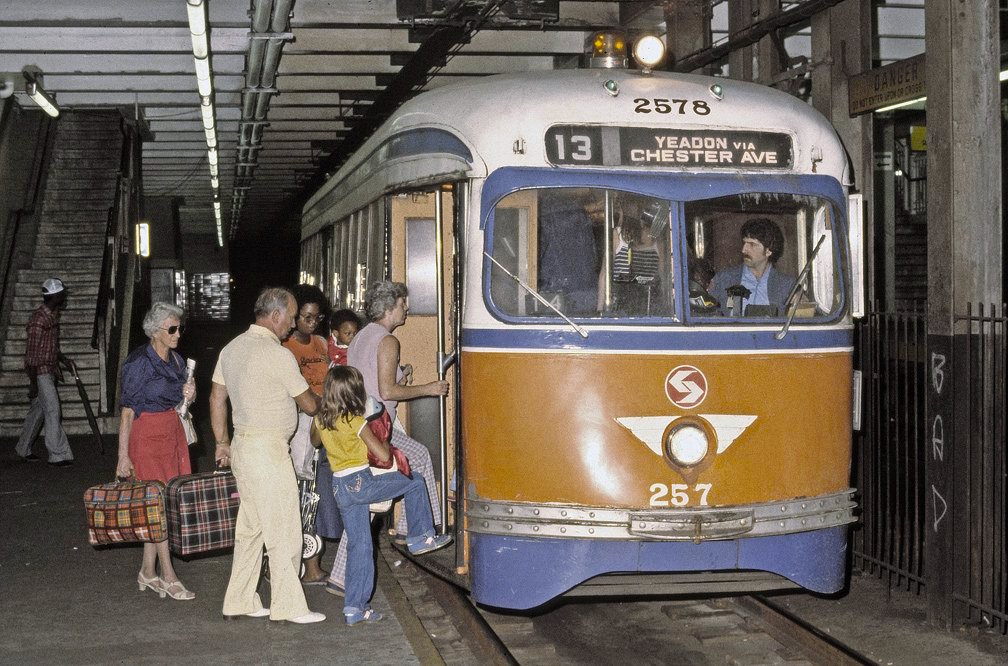
août 1980 Motrice PCC sur la ligne 13 à la station de la 19e rue sur la section en tunnel.
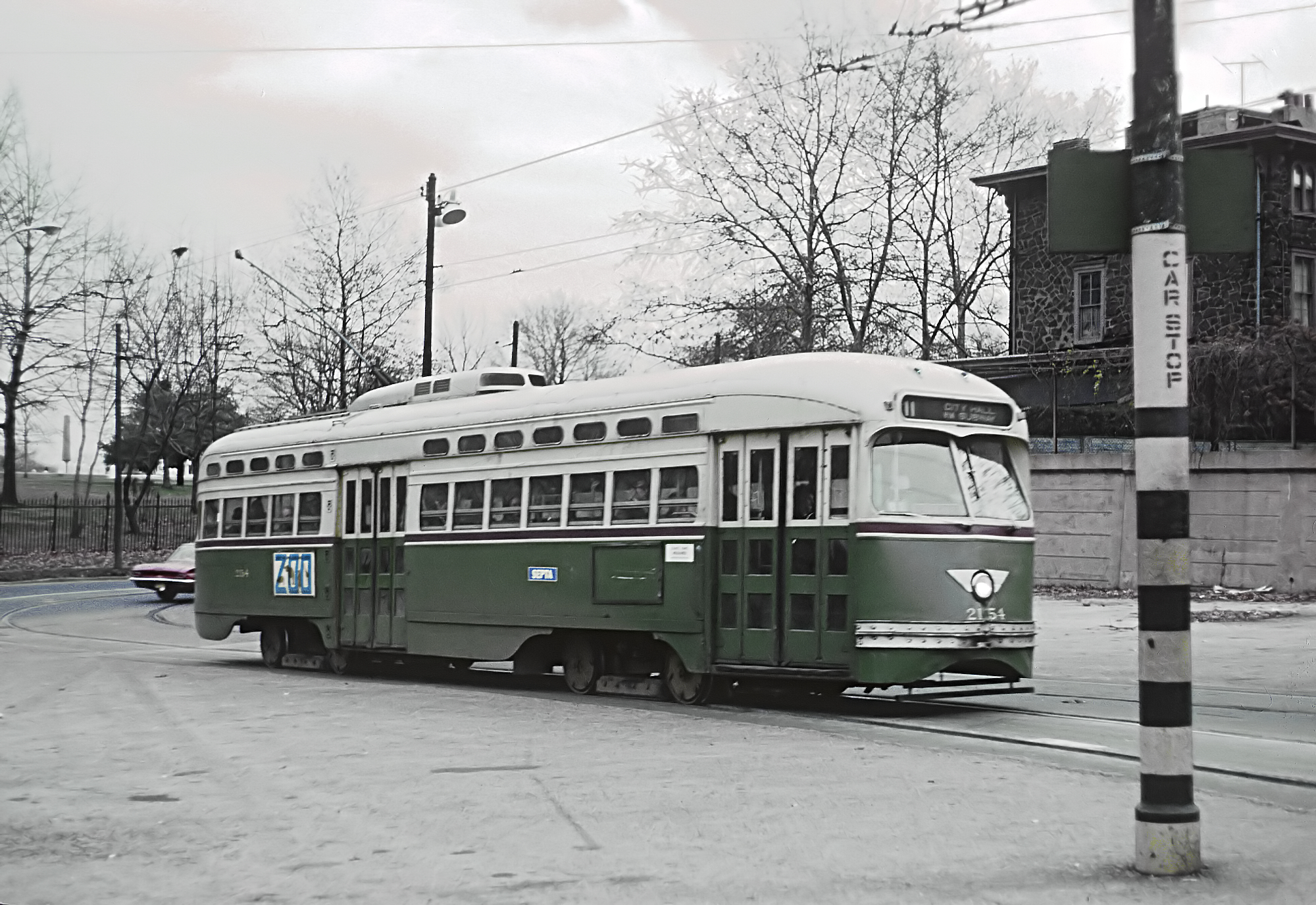
30 novembre 1968 Motrice PCC sur la ligne 11 vers la mairie quittant une section classique en chaussée pour s'engager sur le tunnel à la rampe de la 40e rue.
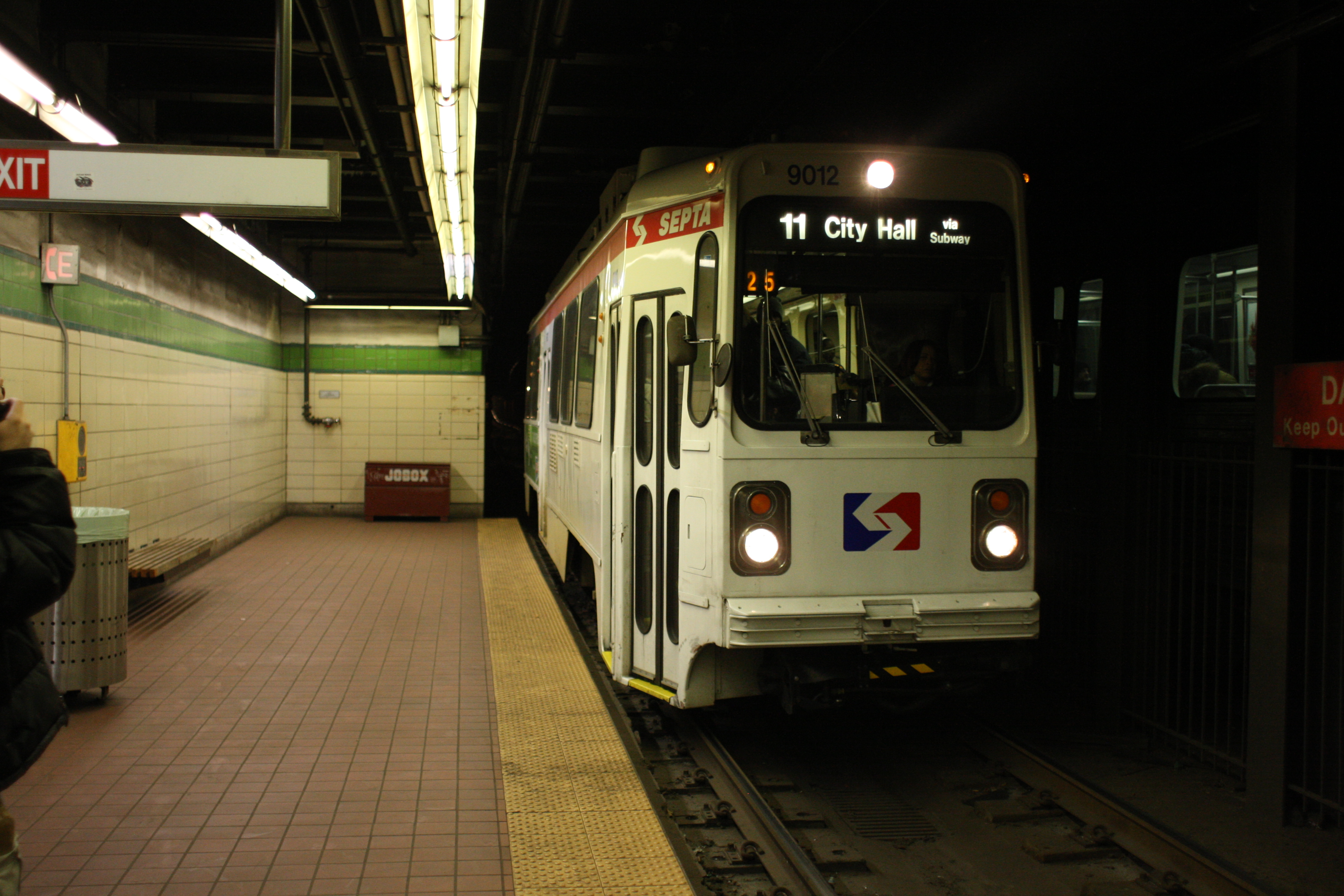
26 décembre 2007 Motrice Kawasaki (série 9000-9111) sur la ligne 11 vers la mairie arrivant à une station souterraine de la section en tunnel.

## Réseaux
| Réseau       | Pays        | Exploitant               | Mise en service                      | Type                                       | État                       |
| ------------ | ----------- | ------------------------ | ------------------------------------ | ------------------------------------------ | -------------------------- |
| Edmonton     | Canada      | ETS                      | 22 avril 1978                        | tramway en tunnel                          | actif                      |
| Boston       | États-Unis  | MBTA                     | 1er septembre 1897                   | tramway en tunnel                          | actif                      |
| Philadelphie | États-Unis  | SEPTA                    | 1907                                 | tramway en tunnel                          | actif                      |
| Le Havre     | France      | CTPO                     | 12 décembre 2012                     | tramway en tunnel                          | actif                      |
| Marseille    | France      | divers puis RTM          | 23 décembre 1893 / 28 septembre 2008 | 1 station souterraine, tramway en tunnel   | actif                      |
| Montpellier  | France      | TAM                      | 30 juin 2000                         | tramway en tunnel                          | actif                      |
| Lille        | France      | Ilévia                   | 5 mai 1994                           | 4 stations souterraines, tramway en tunnel | actif                      |
| Nice         | France      | RLA                      | 28 juin - 14 décembre 2019           | 4 stations souterraines, tramway en tunnel | actif                      |
| Rouen        | France      | Réseau Astuce            | 16 décembre 1994                     | 5 stations souterraines, tramway en tunnel | actif                      |
| Strasbourg   | France      | CTS                      | 25 novembre 1994                     | 1 station souterraine, tramway en tunnel   | actif                      |
| Viroflay     | France      | RATP                     | 28 mai 2016                          | 2 stations souterraines, tramway en tunnel | actif                      |
| Venise       | Italie      | Tramway de Venise-Mestre | 2010                                 | 1 station souterraine, tramways en tunnel  | actif                      |
| Londres      | Royaume-Uni | London County Council    | 1906                                 | 2 stations soutteraines, tramway en tunnel | en parti converti en route |
| Hanovre      | Allemagne   | üstra                    | 1975                                 | tramway en tunnel                          | actif                      |

## Sources

### Sites ou pages web
- « Gare de Noailles ou Gare de l'Est », sur le site Tourisme Marseille
- « Le tramway souterrain de l'Est Marseille », sur le site de l'AMTUIR, 12 décembre 2014 (mise à jour)
- (en) « What Happened to the A Line ? » [« Qu'est-il arrivé à la ligne A ? »], sur le site Boston Streetcars
- (en) « What Happened to the Arborway Line ? » [« Qu'est-il arrivé à la ligne d'Arborway ? »], sur le site Boston Streetcars
- (en) « Philadelphia Trolley Beginnings 1858 - 1924 » [« Débuts du tramway de Philadelphie 1858-1924 »], sur le site Philadelphia Trolley Tracks

### Traductions
- (en) Cet article est partiellement ou en totalité issu de l’article de Wikipédia en anglais intitulé « Tremont Street Subway » (voir la liste des auteurs).

- (en) Cet article est partiellement ou en totalité issu de l’article de Wikipédia en anglais intitulé « Green Line (MBTA) » (voir la liste des auteurs).